# السقيفة (مركز فنون)
السقيفة (بالإنجليزية: The Shed)‏ (كان يُعرف سابقا باسم السقيفة الثقافية (بالإنجليزية: Culture Shed)‏ وسقيفة هودسون ياردس الثقافية (بالإنجليزية: Hudson Yards Cultural Shed)‏ هو مركز ثقافي [الإنجليزية] يقع في حي هودسون ياردس [الإنجليزية] بمانهاتن في مدينة نيويورك. افتُتح المركز في 5 أبريل 2019، ويحتضن العديد من الأنشطة والفعاليات في الفنون المسرحية والفنون البصرية وغيرها.
تقع السقيفة الثقافية في مبنى بلومبيرغ، بجوار الجُزء الشمالي من حديقة هاي لاين، بالقُرب من منطقة تشيلسي [الإنجليزية]. وهي متصلة بشكل مُباشر ببُرج 15 هودسون ياردس [الإنجليزية]. يُدار مركز السقيفة من قبل مُنظمة غير ربحية ثقافية مستقلة تحمل الاسم نفسه. يتولى أليكس بوتس [الإنجليزية] منصب الرئيس التنفيذي والمُدير الفني للمركز، بينما يتولى جوناثان تيش [الإنجليزية] رئاسة مجلس الإدارة ابتداء من 2022، بعد خلافته للرئيس المؤسس دانيال دوكتوروف.
بدأت أعمال بناء مركز السقيفة الثقافي في 2015. تولت شركة ديلر سكوفيديو + رينفرو تصميم المبنى بالشراكة مع مجموعة ديفيد روكويل، في حين تولت شركة ثورنتون توماسيتي [الإنجليزية] الهندسة الإنشائية للمبنى وتصميم الواجهة، كما شغلت شركة هاردستي آند هانوفر [الإنجليزية] دور مستشار اللوجستيات والتقنيات. يتميز مركز السقيفة الثقافي بالعديد من المُميزات المعمارية، من بينها هيكل خارجي قابل للسحب يُغطي تحته مساحة تُسمى "ذا ماكورت" (بالإنجليزية: The McCourt)‏، مُخصصة لاستضافة العروض والفعاليات والأحداث، إضافة إلى مسرح مُؤلف من 500 مقعد ومعرض من طابقين. أشادت العديد من وسائل الإعلام والمؤسسات الفنية بتصميم وهندسة مبنى السقيفة. تلقى المبنى انتقادات في بداية الأشغال، لكن ومع تقدم البناء تغيرت الآراء وأصبحت أكثر إيجابية.

## تاريخ

### إعادة تالقسيم
في يناير 2005، وافق مجلس مدينة نيويورك على إعادة تقسيم بعض أحياء المدينة. في 2009، وبعد فشل مشروع إنشاء ملعب ويست سايد [الإنجليزية] في الحصول على مُوافقة ولاية نيويورك، أُعيد تقسيم منطقة ويست سايد يارد [الإنجليزية]. بعد عمليتي إعادة التقسيم هاتين، أصبحت منطقة هودسون ياردس تتألف من 25.8 مليون قدم مربع (2,400,000 م2) مُخصصة للمكاتب والإدارات من الفئة أ، و20 ألف وحدة سكنية، و2 مليون قدم مربع (190,000 م2) مُخصصة للمؤسسات الفندقية، ومدرسة عامة بسعة 750 مقعدا، و1 مليون قدم مربع (93,000 م2) لمحلات البيع بالتجزئة، وأكثر من 20 أكر (8.1 ها) كمساحات عامة، اقتُرح أن يُبنى بها امتداد لخطوط مترو أنفاق نيويورك [الإنجليزية] للمُساعدة في دعم تطوير المنطقة.
في مايو 2010، قامت هيئة النقل الحضري [الإنجليزية] بتأجير الحقوق الجوية أعلى ساحة السكك الحديدية [الإنجليزية] لمُدة 99 عامًا، بتكلُفة مليار دولار أمريكي، ضمن مشروع مُشترك بين الهيئة وشركة ذا رولايتد كومبانيز [الإنجليزية] ومجموعة أوكسفورد العقارية [الإنجليزية] لبناء منصة فوق كل من الجُزئين الشرقي والغربي للساحة، بغرض أن تُنشأ عليها مجموعة من المباني التي كانت من بينها مبنى مركز السقيفة الثقافية.
في أبريل 2013، حصل هذا المشروع المُشترك على قرض بناء بقيمة 475 مليون دولار من عدة أطراف من بينها مجموعة ستاروود بروبرتي غروب وشركة كوتش نيويورك. اعتُبرت صفقة التمويل هذه فريدة من نوعها من عدة جوانب، أولا لكونها تضمنت قرضًا ثانويا للبناء، وأيضا لكون شركة كوتش أقرضت كلا جانبي الصفقة، إضافة لكون هيئة النقل الحضري ساعدت في توقيع "عقد إيجار قابل للفصل" سمح بتمرير هذه القروض.

### التمويل وملكية الأرض

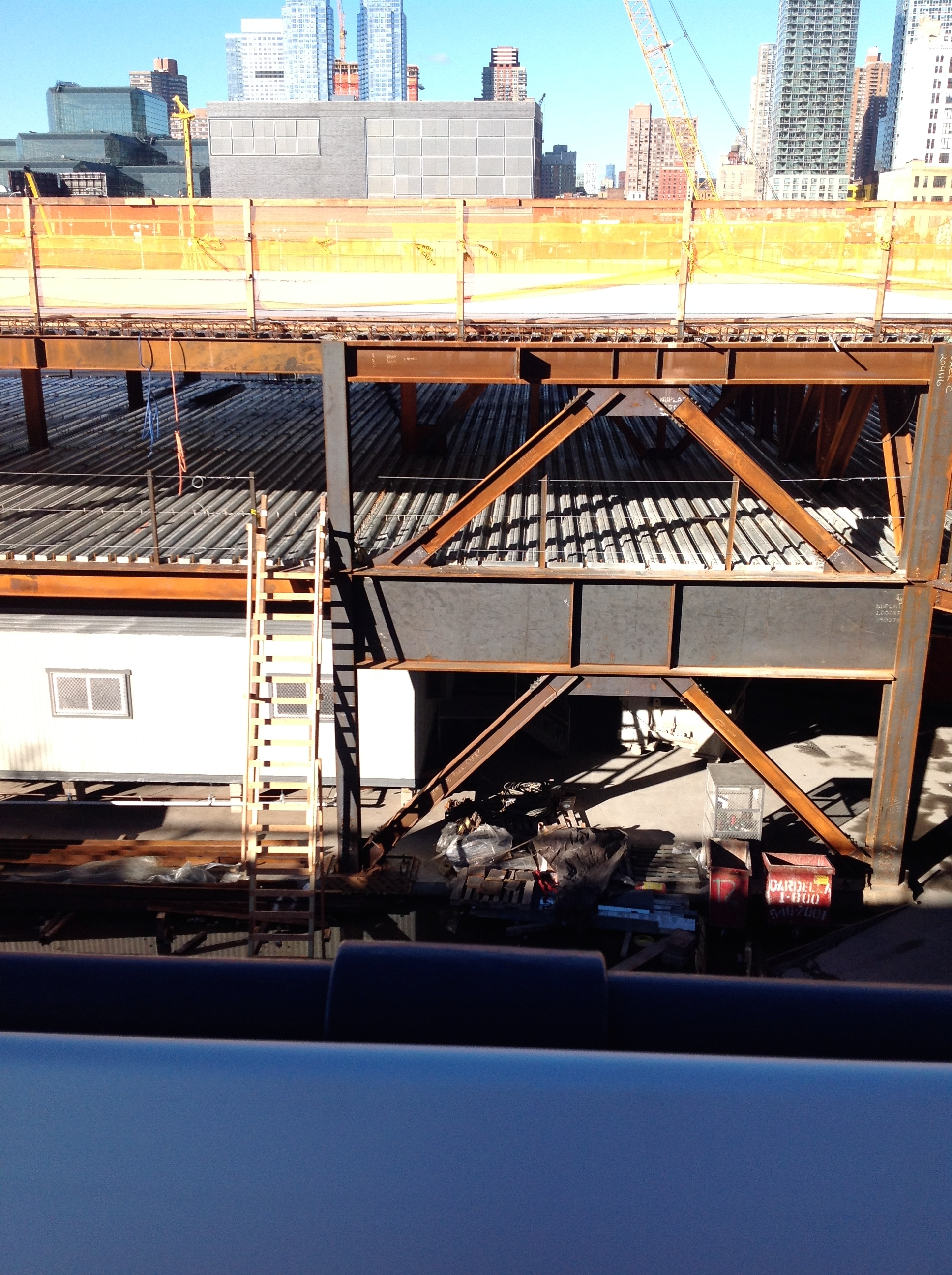
صورة التُقطت في سبتمبر 2014، لجانب من أشغال إنشاء المنصة فوق ساحة السكك الحديدية، والتي سيُنشأ عليها مركز السقيفة الثقافية.

كجُزء من خطة إعادة تقسيم منطقة هودسون ياردس، احتفظت المدينة بقطعة أرضية مملوكة لها في شارع 30 غرب بين الجادة 10 و11، بجانب هاي لاين، بغرض تخصيصها للاستخدام الثقافي مُستقبلا. تولى دانييل دوكتوروف، نائب العُمدة للتنمية الاقتصادية وإعادة البناء، مُهمة التخطيط للمشروع الثقافي الجديد الذي سيُنشأ بهذه القطعة الأرضية. في خضم هذا التخطيط، تباحث دانييل دوكتوروف مع مُفوضة وزارة الشؤون الثقافية آنذاك كيت ليفين، وقرر الاثنان بأن هذا المشروع الجديد "يجب أن تكون مساحته مرنة للغاية بحيث يُمكن أن يُلبي جميع رغبات العدد المُتزايد للفنانين بجميع تخصصاتهم الفنية". أصدر مجلس المدينة طلب عروض لهذا المرفق الثقافي الجديد في عام 2008 في ذروة فترة الركود. اختارت المدينة شركة ديلر سكوفيديو + رينفرو كمُهندس معماري رئيسي للمشروع ومجموعة ديفيد روكويل من أجل تطوير وتصميم مُنشأة ثقافية يُمكنها أن تضُم جميع التخصصات الإبداعية تحت سقفها. تقرر في الأخير إنشاء مبنى السقيفة الثقافية بالجُزء الجانبي من المنصة، وصُمم المبنى ذي الست طوابق بحجم صغير نسبيا مُقارنة ببُرج 15 هودسون ياردس [الإنجليزية]. احتفظ مجلس المدينة بملكية الأرض التي بُني عليها مركز السقيفة الثقافي، وتعهد بالمُساعدة بتمويل المشروع. أمن مجلس المدينة التمويل الكافي لبناء المشروع في يوليو 2013.
تبرع العُمدة السابق مايكل بلومبيرغ بمبلغ 15 مليون دولار لمركز السقيفة الثقافي في 2012، ثم تبرع مرة أخرى بمبلغ 60 مليون دولار بعد ذلك بخمس سنوات. قدم مجلس المدينة سنة 2013 تمويلا إضافيا بقيمة 50 مليون دولار للمشروع، ثُم رُفع المبلغ لاحقا إلى 75 مليون دولار، وهو أكبر تمويل قدمته المدينة ذلك العام. اعتبارًا من مارس 2019 ، بلغ مجموع ما تلقاه مركز السقيفة الثقافي من التبرعات 529 مليون دولار، بحيث تبقت 21 مليون دولار لبلوغ ميزانية 550 مليون دولار التي رُصدت لتغطية كافة تكاليف تشييد المبنى ونفقات الأشهر الأولى بعد الافتتاح.

### البناء
تأسست مؤسسة السقيفة كمُنظمة غير ربحية سنة 2012، وذلك للإشراف على مراحل تشييد المبنى وإدارة المركز بعد افتتاحه. في 2013، تولى دان دوكتوروف رئاسة المؤسسة. بهذه الصفة، قاد دوكتوروف حملة جمع مبلغ 550 مليون دولار المطلوب لتغطية تكاليف إنشاء المبنى، بينما أشرف مجلس إدارة المؤسسة على تصميم المبنى وتشييده، وتولى مُهمة تعيين المدير الفني للمشروع. صُمم المبنى بشكل مشترك بين شركة ديلر سكوفيديو + رينفرو ومجموعة ديفيد روكويل، ومقر الشركتين بمدينة نيويورك. تولت شركة سكيامي (بالإنجليزية: Sciame)‏ دور المقاول الرئيسي للمشروع، بينما تولت شركة كيمولاي [الفرنسية] الإيطالية صُنع الأجزاء الفولاذية من المبنى.
بدأ بناء السقيفة فوق منصة أُنشئت على ساحة السكك الحديدية ويست سايد يارد بعد بناء قيسونات فوق مسارات القطارات بغرض دعم هذه المنصة. انتهت أشغال بناء المنصة والمُكونة من 16 جسراً، في أواخر سنة 2014. بدأ تشييد المبنى نفسه مُنتصف 2015. غُير اسم المبنى من السقيفة الثقافية إلى السقيفة (بالإنجليزية: The Shed)‏ في 2016. اكتمل تشييد الهيكل الخارجي القابل للسحب بحلول عام 2017. على الرغم من ذكر تقارير أولية لأن المبنى سيُفتتح في 2017 أو 2018، ورد في تقرير صدر سنة 2015 بأن تاريخ الافتتاح قد تأجل إلى سنة 2019. مايو 2017، أشارت وتيرة البناء إلى أنه من المُتوقع افتتاح المركز إما في 2018 أو 2019.
بحلول أوائل يناير 2019، أُعلن عن أن مركز السقيفة سيُفتتح في 5 أبريل 2019، بحفل افتتاح سيتألف من أربعة عروض ومعارض حية. أُعيدت تسمية مبنى السقيفة إلى مبنى بلومبيرغ نسبة للعُمدة السابق مايكل بلومبيرغ، والذي تبرع بمبلغ 75 مليون دولار لفائدة مشروع بناء المركز. إضافة إلى ذلك، وقعت مؤسسة المركز عقدًا مع شركة آلتايس الولايات المتحدة لخدمات الاتصالات، لتُصبح الشركة المُزود الحصري لخدمات الاتصالات للمركز. أُقيم حفل افتتاح مركز السقيفة في 1 أبريل 2019. وافتُتح بعدها أمام العموم بعدها بأربعة أيام كما هُو مقرر.

## التصميم

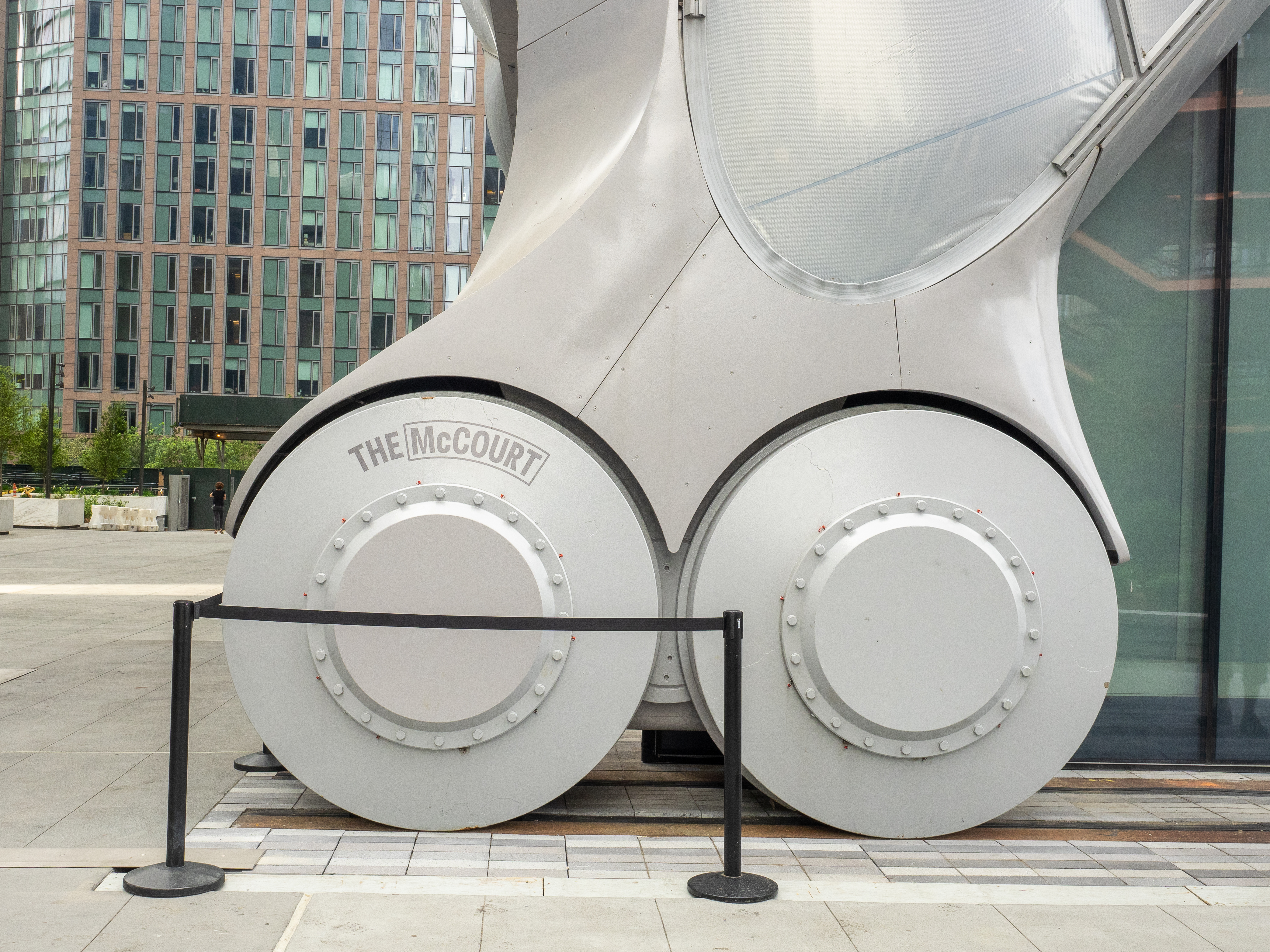
صورة لعجلات تُستخدم لسحب الهيكل الخارجي للمبنى.

تبلغ المساحة الإجمالية لمبنى السقيفة 170,000-قدم-مربع (16,000 م2). ينقسم المبنى إلى مساحة عرض خالية من الأعمدة تمتد على مساحة 40,000 قدم مربع (3,700 م2)، ومُتحف يمتد على مساحة 25,000 قدم مربع (2,300 م2)، ومسرح يتسع لما يصل ل500 شخص يمتد على مساحة 16,000-قدم-مربع (1,500 م2). يتوفر المسرح على سقف قابل للسحب، يسمح بعد سحبه باستضافة أحداث وفعاليات تتطلب حضورا جماهيريا كبيرا نوعا ما. قررت إدارة المؤسسة فرض رسوم على مُشاهدي العروض والمعارض الداخلية التي تُقام داخل المركز.
يقع المدخل الرئيسي لمركز السقيفة الثقافي على الشارع 30 تحت حديقة هاي لاين، بينما تُطل المداخل الثانوية للمركز على ساحة هدسون ياردز العامة. يقع المدخل المُطل على هذه الساحة بالقُرب من مدخل محطة مترو أنفاق الشارع 34 هودسون ياردس [الإنجليزية]. يحتوي المركز على معرضين بالطابقين الأول والثاني، بينما تتواجد بالطابق الثالث مساحة مرنة يمكن استخدامها لاستضافة مختلف عروض الأداءوالمعارض. يزن الهيكل الخارجي القابل للسحب 8 مليون رطل (3,600,000 كـغ)، وهُو مصنوع من إطار فولاذي مكسو بمادة الإيثيلين رباعي فلورو الإيثيلين البلاستيكية، والتي تتميز بعزلها للحرارة ومُقاومتها للصدأ. يمكن أن يُغلق الهيكل ويُفتح في غضون 5 دقائق. يتحرك الهيكل بمُساعدة 8 عجلات، كل منها بقُطر 6 قدم (1.8 م)، ومدعومة بستة محركات بقوة 15 حصانًا. يقع مركز السقيفة الثقافي بجوار بُرج 15 هودسون ياردس [الإنجليزية] وحديقة هاي لاين.

## الأحداث واللجان والإدارة
يستضيف مركز السقيفة الثقافي العديد من الفعاليات الثقافية والفنية، والتي تتنوع بين فنون الأداء والسينما والتصميم وفن الطبخ وتصميم الأزياء ومجالات ثقافية أخرى. تُفكر اللجنة المُنظمة لأسبوع الموضة في نيويورك إلى نقل جميع معارضها مستقبلا إلى مركز السقيفة.
في 2014، عُين أليكس بوتس [الإنجليزية]  في منصبي الرئيس التنفيذي والمدير الفني لمؤسسة مركز السقيفة الثقافي. شغل بوتس قبل توليه هذا المنصب، منصب مُدير مهرجان مانشستر الدولي [الإنجليزية] ومُدير مُؤسسة بارك أفنيو [الإنجليزية]. في 2017، حصل بوتس على تعويض بقيمة 870.239 دولارًا من المركز.

### أحداث بارزة

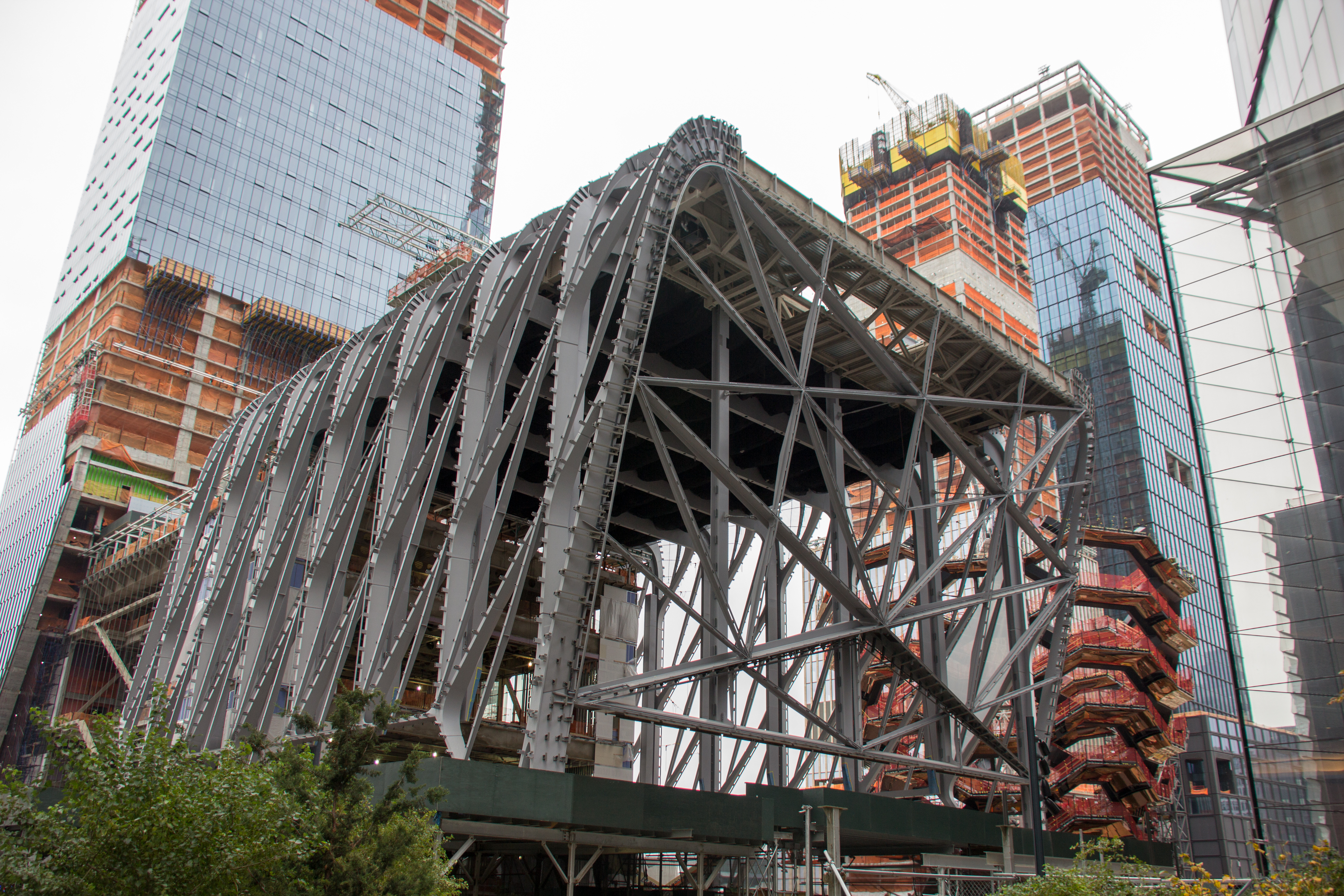
صورة التُقطت لمبنى السقيفة الثقافي وخلفه منحوتة الوعاء وهي قيد الإنشاء.

في خريف 2016، أطلق مركز السقيفة الثقافي برنامج رقص على مستوى المدينة للتحسيس بقضايا العدالة الاجتماعية. دخل المركز أيضا في شراكة مع إم آي تي ميديا لاب [الإنجليزية] لمُساعدة الفنانين الذين يحتاجون في أعمالهم لتقنيات الواقع الافتراضي والذكاء الاصطناعي.
شُكلت أول لجنة فنية دائمة للمركز في مايو 2017. كُلف الفنان لورانس وينر بتزيين الساحة المُقابلة للمركز بمُجسمات لحروف جملة "أمام نفسها" (بالإنجليزية: In front of itself)‏. تضمنت الفعاليات والعروض التي أُعلن عنها قبل افتتاح المبنى في 5 أبريل 2019، سلسلة حفلات للموسيقى الأمريكية الأفريقية صورها وأخرجها المُخرج ستيف ماكوين وفريق إبداعي يضُم كوينسي جونز، وعرضا مُشتركا بين الرسام غيرهارد ريختر والمُلحنين ستيف رايش وأرفو بارت، إلى جانب عرض آخر مُشترك بين الشاعرة آن كارسون والمُلحن بول كلارك [الإنجليزية] شارك فيه كذلك المُمثلان بن ويتشو ورينيه فليمينغ، ومعرضا للفنانة تريشا دونيلي [الإنجليزية]. تبعت هذه العروض والفعاليات العديد من العروض الأخرى. في صيف 2018، استضاف المركز عرضا للفنان توني كوكس 
خلال الفترة من 6 مايو 2019 إلى 1 يونيو 2019، أحيت الفنانة الآيسلندية بيورك داخل المركز سلسلة حفلات ضمن جولة كورنوكوبيا الفنية [الإنجليزية]. في 10 ديسمبر 2019، جرى العرض الأولي لفيلم تحت الأرض 6 لمُخرجه مايكل بي داخل مسرح المركز.
أوقف المركز جميع برامجه وأنشطته العامة في 12 مارس 2020، بسبب تداعيات انتشار وباء كوفيد-19 في مدينة نيويورك. أعاد المركز فتح أبوابه في 16 أكتوبر 2020، من خلال معرض للرسامة هاواردينا بيندل. خلال هذه الفترة، فُتحت سلالم الطوارئ أمام الزوار للسماح بتنفيذ أمثل لقواعد السلامة الصحية من خلال غلق المصاعد. في أوائل عام 2021، أعلن المركز أنه سيستأنف العروض الحية بسلسلة عروض لكُل من كيلسي لو [الإنجليزية] وأوركسترا نيويورك الفيلهارمونية ورينيه فليمنغ وميشيل وولف في شهر أبريل من نفس السنة.

## الانتقادات
عارضت جمعيات ومنظمات محلية إنشاء الامركز في البداية. صرح أعضاء مجلس الإدارة في مجلس مانهاتن المجتمعي 4 [الإنجليزية] بأن كلمة "ثقافة" ليست لها أي علاقة مع الاسم الذي اختير لهذا المبنى الجديد، وبأن المشاكل ستحصل عندما يحين أسبوع نيويورك للموضة، والذي تُخصص له مساحة مُغلقة تبلغ 20,000 قدم مربع (1,900 م2) طيلة فترة انعقاده. أشار هؤلاء الأعضاء أيضا إلى أن إغلاق الهيكل الخارجي القابل للسحب لمبنى السقيفة سيُساهم في ضياع 20,000 قدم مربع (1,900 م2) من الأماكن العامة. كما أعرب البعض عن مخاوفهم من أن الميزانية الكبيرة المُخصصة للمشروع مُبالغ فيها. في السنوات الأخيرة، التحق العديد من أعضاء الجمعيات المحلية بمجلس إدارة مركز السقيفة الثقافي.
اختلفت الآراء حول المركز وجدوى إنشائه بين مُوافق ومُعارض، لكن العديد من المُؤسسات الفنية أثنت على هذا المشروع. في مقال افتتاحي لموقع آرتسي [الإنجليزية]، ورد بأنه على الرغم من أن "الهندسة المعمارية المبتكرة للمبنى تبدو جاهزة لتحمل الأدوار المنوطة بالمركز"، إلا أن بناء السقيفة كان له أيضًا تأثير جانبي غير متوقع وهو "جعل نيويورك مدينة يصعُب الوصول إليها أكثر من أي وقت مضى لمن ليست لديهم موارد مالية كافية"، مع الأخذ في الاعتبار الأحياء الفقيرة الواقعة بالقُرب من هودسون ياردس. أشادت صحيفة نيويورك تايمز بالمشروع بالقول "هُو مشروع يُمكن أن يُعيد تشكيل وإعادة تعريف البنية التحتية المادية والثقافية للمدينة"، وأنه "أحد أهم الإضافات إلى المشهد الثقافي لمدينة نيويورك منذ عقود."
في أغسطس 2019، أدت ورود أنباء بعزم عضو مجلس إدارة المركز ستيفن روس استضافة حملة لجمع التبرعات لحملة إعادة انتخاب الرئيس الأمريكي دونالد ترامب لعام 2020 إلى احتجاج العديد من الفنانين على هذه القضية. نتيجة لهذا الأمر، قررت شركة الأزياء راغ آند بون [الإنجليزية] عدم المُشاركة في أسبوع الموضة في نيويورك لخريف 2019 المُقام بالمركز. كذلك أزال الفنانان إي إل ستاينر [الإنجليزية] وزاكاري دروكر [الإنجليزية] أعمالهما من معرض المركز. في ديسمبر 2019، ترك روس منصبه في مجلس إدارة مركز السقيفة الثقافي.

## أنظر أيضا
- هاي لاين
- متحف دنفر للفنون
- متحف أونتاريو الملكي

## وصلات خارجية
- الموقع الرسمي
- الموقع الرسمي لهودسون ياردس نيويورك